# Керрі Гаффмен
Керрі Гаффмен (англ. Kerry Huffman, нар. 3 січня 1968, Пітерборо) — колишній канадський хокеїст, що грав на позиції захисника. Грав за збірну команду Канади.

## Ігрова кар'єра
Професійну хокейну кар'єру розпочав 1987 року.
1986 року був обраний на драфті НХЛ під 20-м загальним номером командою «Філадельфія Флаєрс». 
Протягом професійної клубної ігрової кар'єри, що тривала 12 років, захищав кольори команд «Філадельфія Флаєрс»,  «Квебек Нордікс» та «Оттава Сенаторс».
Виступав за збірну Канади.

## Статистика НХЛ
| Сезон        | Клуб                 | Ліга         | Регулярний сезон | Регулярний сезон | Регулярний сезон | Регулярний сезон | Регулярний сезон | Плей-оф | Плей-оф | Плей-оф | Плей-оф | Плей-оф |
| Сезон        | Клуб                 | Ліга         | І                | Г                | П                | О                | ШХ               | І       | Г       | П       | О       | ШХ      |
| ------------ | -------------------- | ------------ | ---------------- | ---------------- | ---------------- | ---------------- | ---------------- | ------- | ------- | ------- | ------- | ------- |
| 1986-87      | «Філадельфія Флаєрс» | НХЛ          | 9                | 0                | 0                | 0                | 2                |         |         |         |         |         |
| 1987-88      | «Філадельфія Флаєрс» | НХЛ          | 52               | 6                | 17               | 23               | 34               | 2       | 0       | 0       | 0       | 0       |
| 1988-89      | «Філадельфія Флаєрс» | НХЛ          | 29               | 0                | 11               | 11               | 31               |         |         |         |         |         |
| 1989-90      | «Філадельфія Флаєрс» | НХЛ          | 43               | 1                | 12               | 13               | 34               |         |         |         |         |         |
| 1990-91      | «Філадельфія Флаєрс» | НХЛ          | 10               | 1                | 2                | 3                | 10               |         |         |         |         |         |
| 1991-92      | «Філадельфія Флаєрс» | НХЛ          | 60               | 14               | 18               | 32               | 41               |         |         |         |         |         |
| 1992-93      | «Квебек Нордікс»     | НХЛ          | 52               | 4                | 18               | 22               | 54               | 3       | 0       | 0       | 0       | 0       |
| 1993-94      | «Квебек Нордікс»     | НХЛ          | 28               | 0                | 6                | 6                | 28               |         |         |         |         |         |
| 1993-94      | «Оттава Сенаторс»    | НХЛ          | 34               | 4                | 8                | 12               | 12               |         |         |         |         |         |
| 1994-95      | «Оттава Сенаторс»    | НХЛ          | 37               | 2                | 4                | 6                | 46               |         |         |         |         |         |
| 1995-96      | «Оттава Сенаторс»    | НХЛ          | 43               | 4                | 11               | 15               | 63               |         |         |         |         |         |
| 1995-96      | «Філадельфія Флаєрс» | НХЛ          | 4                | 1                | 1                | 2                | 6                | 6       | 0       | 0       | 0       | 2       |
| Усього в НХЛ | Усього в НХЛ         | Усього в НХЛ | 401              | 37               | 108              | 145              | 361              | 11      | 0       | 0       | 0       | 2       |